# Yuriko Kaida
Yuriko Kaida (貝田 由里子) es una cantante y compositora de origen japonés que actualmente pone voz y coros en las canciones de Yuki Kajiura.
Uno de sus trabajos más tempranos fue el tema de cierre de Medarot Damashii en el año 2000. Comenzó a trabajar con Yuki Kajiura en 2001 y hasta ahora sigue haciéndolo. En 2003 compuso una canción para uno de los álbumes de la segunda temporada de Magical Doremi: Hop step hop y ha trabajado como corista en canciones de Ayumi Hamasaki. Es una de las componentes del grupo FictionJunction.